# Hazuki Watanabe
Hazuki Watanabe –en japonés, 渡部葉月, Watanabe Hazuki– (7 de agosto de 2004) es una deportista japonesa que compite en gimnasia artística. Ganó una medalla de oro en el Campeonato Mundial de Gimnasia Artística de 2022, en la prueba de barra de equilibrio.

## Palmarés internacional
| Campeonato Mundial | Campeonato Mundial      | Campeonato Mundial | Campeonato Mundial |
| Año                | Lugar                   | Medalla            | Prueba             |
| ------------------ | ----------------------- | ------------------ | ------------------ |
| 2022               | Liverpool (Reino Unido) | Medalla de oro     | Barra              |